# Heidschi Bumbeidschi

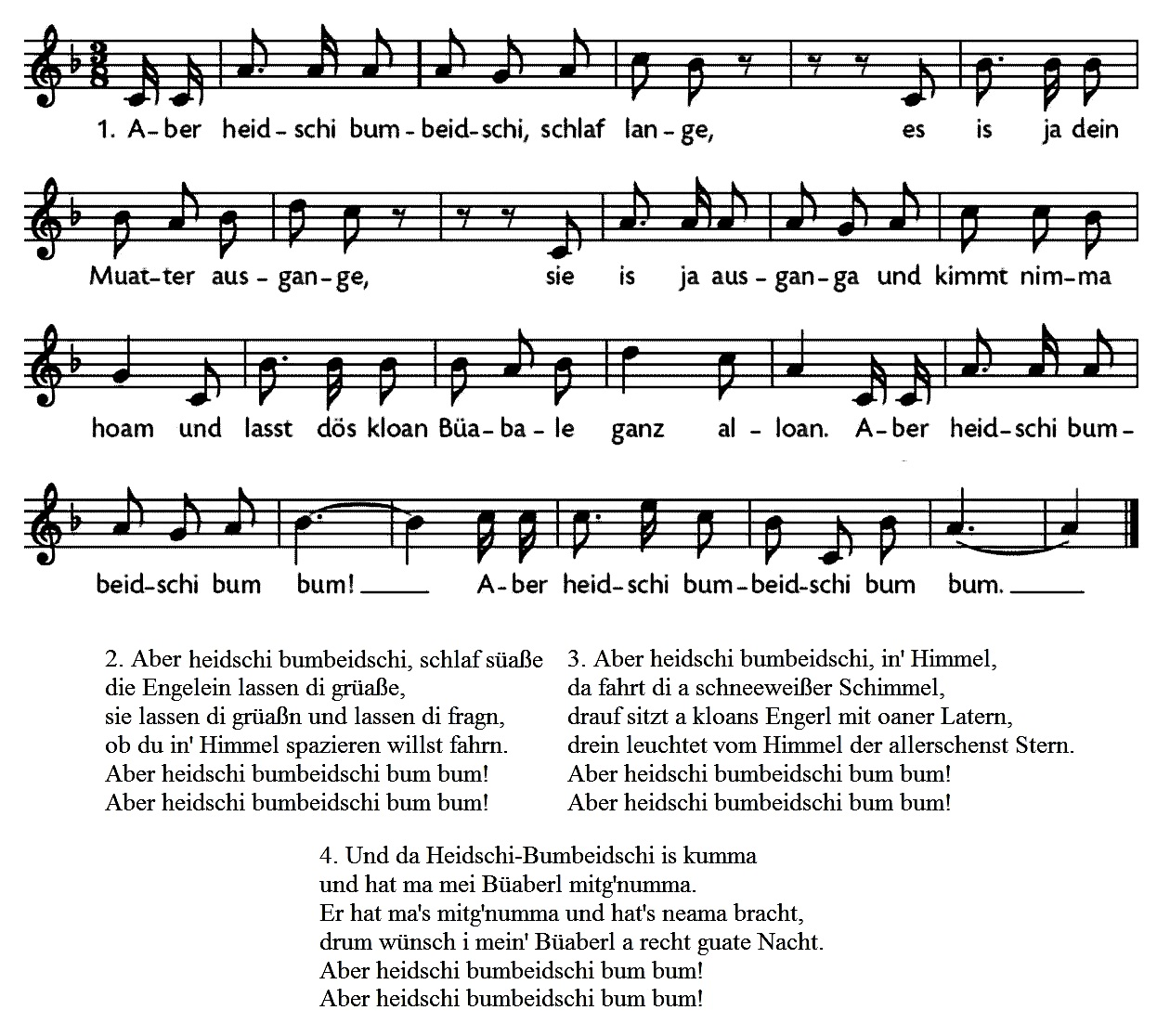
Notenblatt Heidschi bumbeidschi

Heidschi Bumbeidschi ist ein deutschsprachiges Volkslied in bairischer Mundart, das seit Beginn des 19. Jahrhunderts in Bayern und Österreich überliefert ist. Es wird häufig als Wiegen- und gelegentlich auch – fälschlich – als Weihnachtslied bezeichnet. Allerdings ist der Liedtext mehrdeutig.